# Hora Blahoslavenství
Hora Blahoslavenství (hebrejsky הר נחום) je skalnatý pahorek nedaleko Genezaretského jezera, na kterém podle evangelia (Matouš V, 3-11) Ježíš Kristus při jednom ze svých nejznámějších kázání oznámil zástupu lidu blahoslavenství. Jako místo tohoto kázání je hora uctívána více než 1600 let. Ve 4. století našeho letopočtu byl na hoře postaven první byzantský kostel, který byl užíván do 7. století. V roce 1938 byl na témže místě hory postaven centrální kostel s kupolí, který projektoval architekt Antonio Barluzzi. Uvnitř je pozoruhodná prosklená skříň s krucifixem ve stylu art deco. Od jeho zřízení byl správou hory pověřen řád františkánů, klášter sester františkánek je na úbočí vrchu, pěstuje se zde zelenina.
Palmový háj a park na návrší s mnoha květinami jsou upraveny k rozjímání, na kamenech podél hlavní přístupové cesty jsou vytesány verše jednotlivých blahoslavenství. Uprostřed stojí kostel s kupolí a arkádovým ochozem, výše ještě luxusní hotel.
Hora se nachází na tzv. Ježíšově stezce.

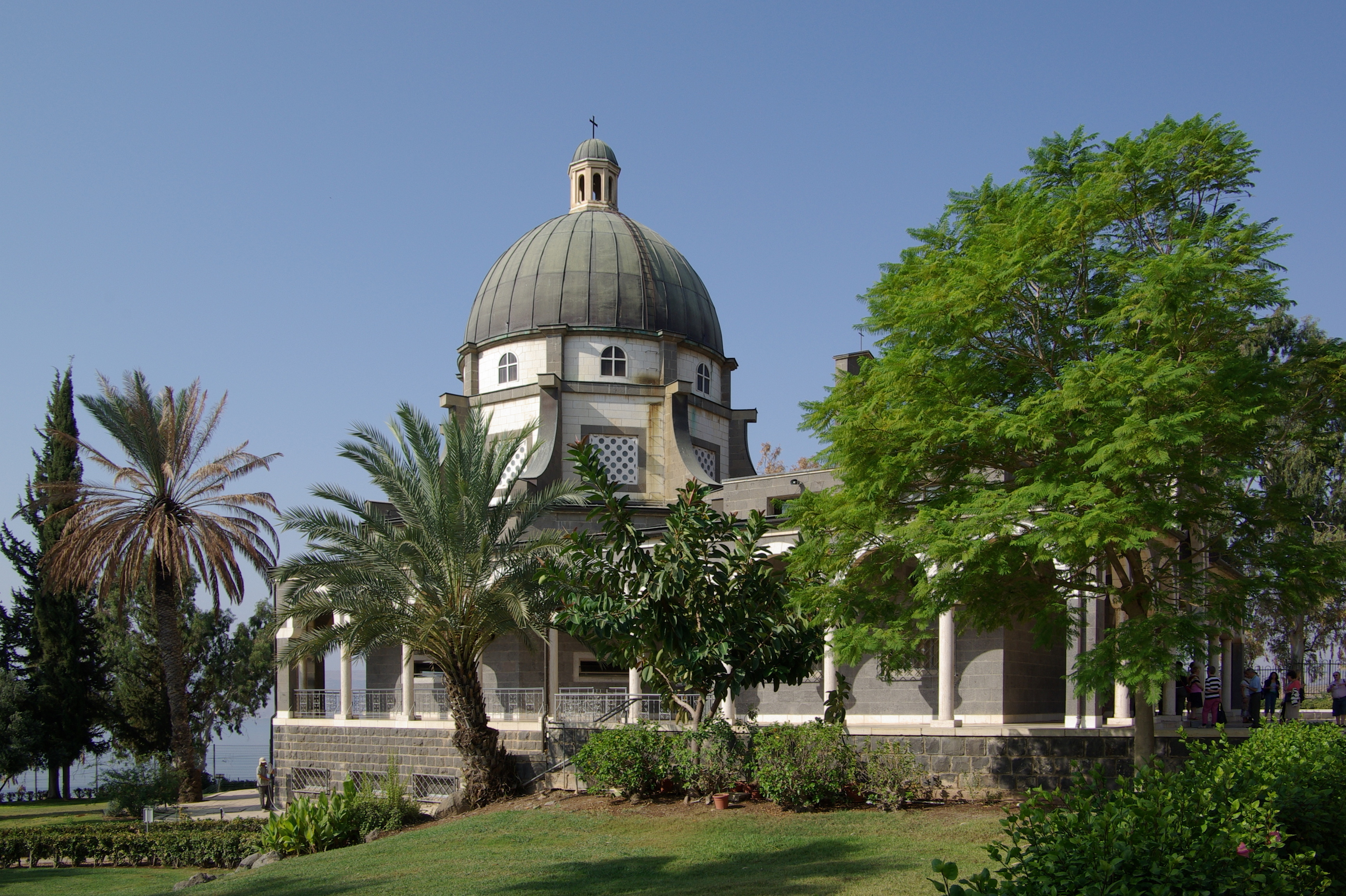
Kostel na hoře Blahoslavenství
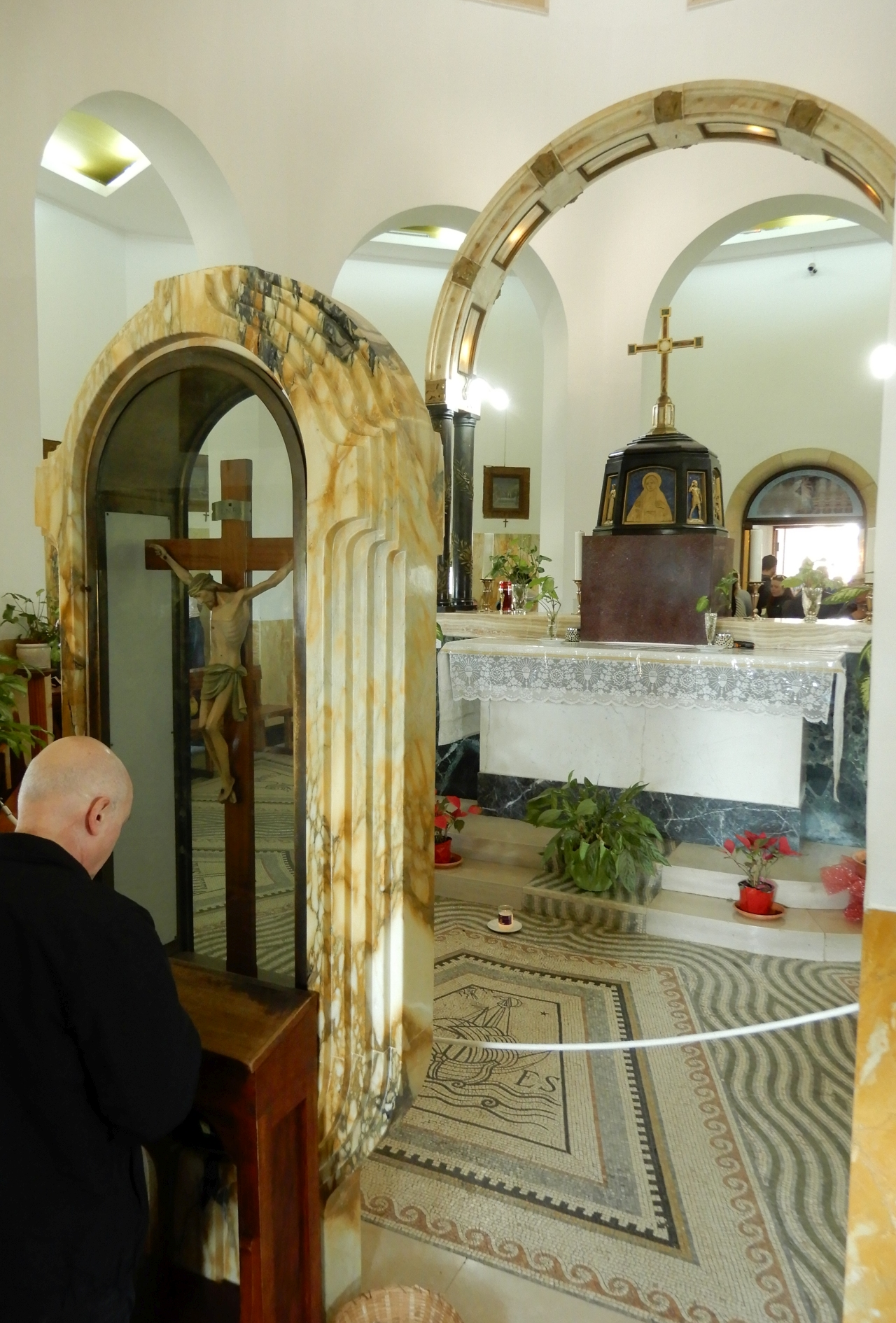
Interiér chrámu